# Servei de monitoratge de mitjans

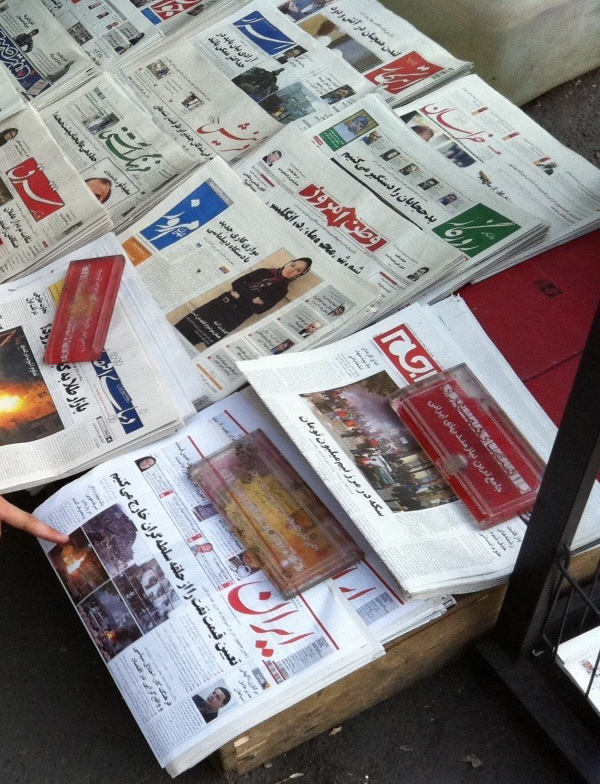
El monitoratge de mitjans ha evolucionat paral·lelament als nous suports informatius.

El servei de monitoratge de mitjans, servei de retalls de premsa o servei de clipping proporciona als clients còpies de contingut multimèdia d'interès específic. La demanda pot adaptar-se proporcionant la inclusió de documentació, contingut, anàlisi o opinió editorial. Aquests serveis acostumen a especialitzar-se en la cobertura per temes, tipus d'indústria, extensió, geografia, publicació, periodista o editor. Les fonts impreses, que es podien controlar fàcilment, es van expandir molt amb l'arribada de cables de telegrafia i submarins a mitjan segle XIX; els diferents tipus de suports disponibles van proliferar al segle xx, amb el desenvolupament de la ràdio, la televisió, la fotocopiadora i la World Wide Web. Tot i que el seguiment dels mitjans de comunicació s'utilitza generalment per capturar contingut o opinió editorial, també es pot utilitzar per capturar contingut publicitari.

## Història
Atès que els mitjans de comunicació tradicionalment es limitaven exclusivament als mitjans impresos, naturalment el seguiment també es limitava a aquests suports. La primera agència de retalls de premsa del món es va establir a Londres el 1852 per un periodista polonès anomenat Romeike. Actors, escriptors, músics i artistes visitarien la seva botiga per buscar articles sobre ells mateixos al seu estoc continental. Va ser llavors quan Romeike es va adonar que podia convertir això en un negoci rendible.
Alfred Cherie va crear a París el 1879 una agència anomenada "L'Argus de la presse" que oferia un servei de retallads de premsa als actors parisencs, que podien adquirir les ressenyes sobre ells en comptes d'haver de comprar tots els diaris.
A mesura que es van introduir les emissions de ràdio i televisió posteriors al segle xx, les agències de retalls de premsa van començar a ampliar els seus serveis en el monitoratge d'aquests mitjans de difusió, i aquesta tasca es va veure molt facilitada pel desenvolupament de sistemes comercials d'enregistrament d'àudio i cinta de vídeo a la dècada de 1950 i Anys 1960. Amb el creixement d'Internet a la dècada del 1990, el servei de control de suports va ampliar els seus serveis a la supervisió de fonts d'informació en línia mitjançant noves tecnologies de cerca i exploració digitals per proporcionar una sortida d'interès als seus clients.
Aleshores, el 1998, l'actual portal web de WebClipping va ser la primera empresa que va començar a controlar els mitjans informatius basats en Internet, movent la indústria cap al seguiment de notícies digitals ràpidament.
Típicament, clients individuals o organitzatius - per exemple, empreses i corporacions privades, organitzacions benèfiques, departaments governamentals i ministeris - se subscriuen a un servei de vigilància dels mitjans de comunicació per fer un seguiment del que es diu sobre ells, el seu camp d'operacions, els seus competidors o altres temes especificats. d'interès.
La indústria del control de notícies proporciona a les agències governamentals, a les corporacions, als professionals de relacions públiques i a altres organitzacions accés a informació de notícies creades pels mitjans de comunicació. Monitorització generalment impresos, audiovisuals i connexió a internet de contingut per a qualsevol menció de temes específics d'interès, una companyia de monitorització de notícies analitzarà i proporcionar informació als seus clients en forma de retalls de premsa, informes de seguiment i anàlisi dels mitjans.